# رنج ریسورسز
رنج ریسورسز (انگلیسی: Range Resources) شرکت نفت و گاز آمریکایی است، که در سال ۱۹۷۶ تأسیس شد.